# Alfombra de Azerbaiyán

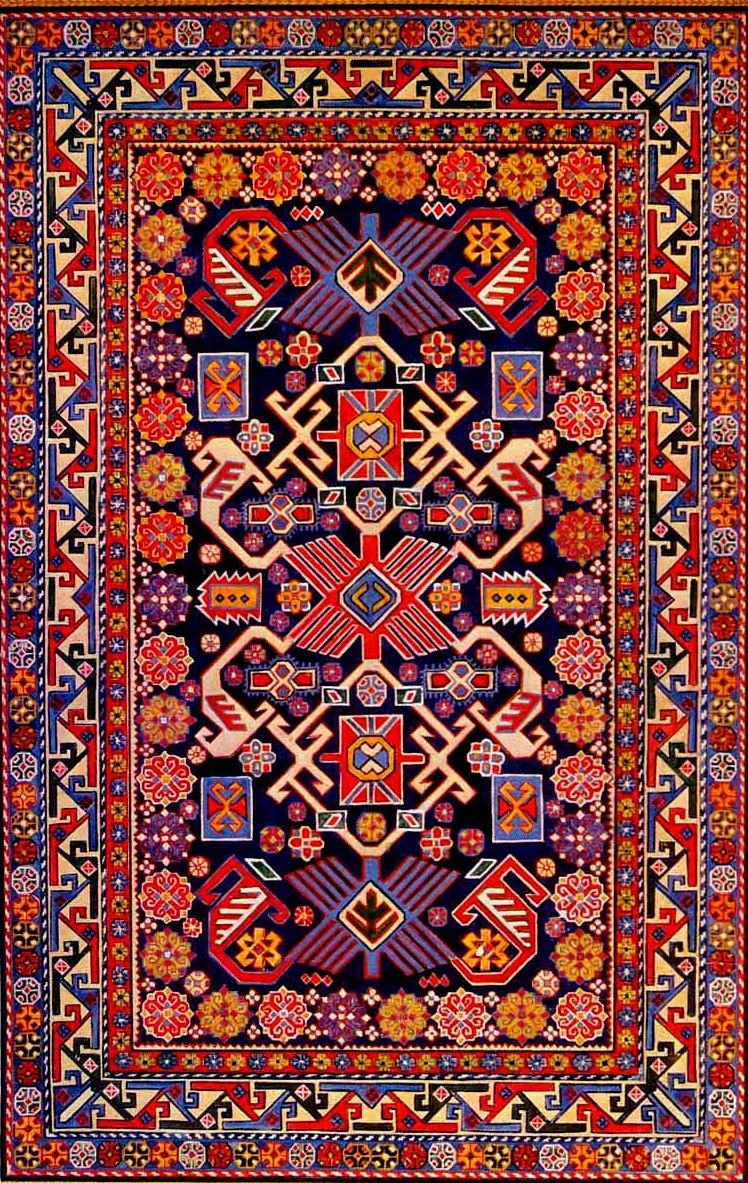
Un alfombra azerbaiyana del Shirvan grupo. La alfombra del pueblo Bijo (así que llamado "Bijo alfombra") mid-.

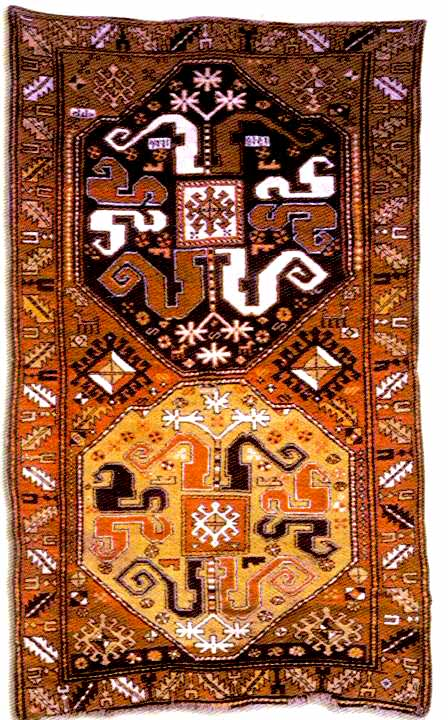
Un Karabagh alfombra del Malibayli sub-grupo. Malibayli Pueblo de Shusha, 1813.

Alfombras de Azerbaiyán (en azerí: Azərbaycan xalçaları) es un producto de Azerbaiyán y Azerbaiyán iraní, un centro antiguo de la alfombra que trama. La alfombra azerbaiyana es un textil tradicional hecho a mano de varias medidas, con textura densa y una pila o pila-menos superficie, cuyos patrones son característica de Azerbaiyán muchas regiones que hacen alfombra. Tradicionalmente, desde la antigüedad las alfombras estuvieron utilizadas en Azerbaiyán para cubrir pisos, decorar paredes interiores, sofás, sillas, camas y mesas.
La fabricación de alfombras es una tradición familiar transfirió oralmente y a través de práctica, la alfombra que hace es principalmente la ocupación de unas mujeres. Antiguamente cada chica joven tuvo que aprender el arte de tramar alfombras, y las alfombras trame se hizo una parte de su dote. En el caso de un hijo recién casado,  sea su madre quién tramó una alfombra grande para su casa nueva. Empezando una alfombra nueva significó un festín, pero la conclusión de una alfombra significó una celebración incluso más grande para la familia. En los días viejos acabaron las alfombras estuvieron puestas fuera delante de la casa de modo que passers-por con el peso de sus pies les podría hacer incluso más estanco que ya habían sido anudados. Para el proceso tradicional de la alfombra y la alfombra que hacen, hombres esquilaron la oveja para la lana en la primavera y otoño, mientras las mujeres recogieron colorantes y espín y tinte yarn en la primavera, verano y otoño.  Las alfombras de Azerbaiyán están clasificadas debajo cuatro grupos regionales grandes, i.e. Quba-Shirvan, Ganja-Kazakh, Karabakh, y Bakú.
En noviembre de 2010  la alfombra de Azerbaiyán estuvo declarado una Obra Maestra del Patrimonio Oral e Inmaterial de la Humanidad por la UNESCO.

## Historia

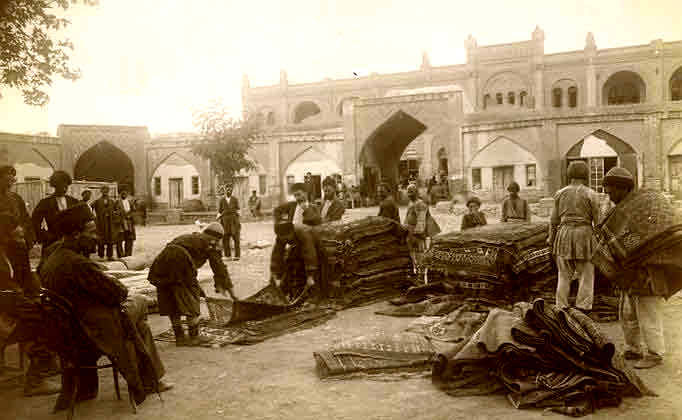
El comercio de alfombra en Ganja, Azerbaiyán a finales del.

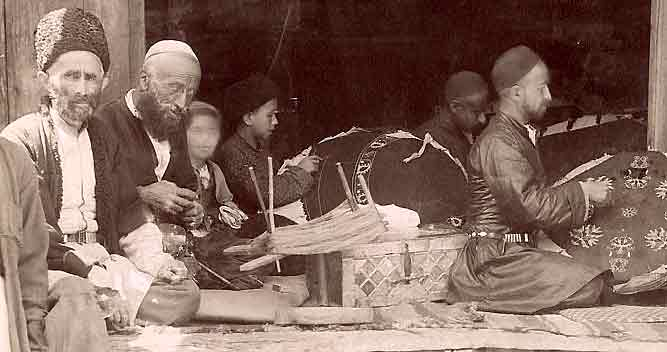
Fabricación de alfombra en Ganja a principios del.

Desde la antigüedad Azerbaiyán ha sido conocido como el centro de una variedad grande de artesanía. La excavación arqueológica en el territorio de Azerbaiyán atestigua la agricultura bien desarrollada, el stock que levanta, el trabajo de metales y cerámica, y en  último lugar pero no menos importante  trama alfombra que su fecha se mencionó en el 2.º milenio a. C.
Los resultados de la excavación arqueológica en Azerbaiyán valida la antigüedad de las tradiciones de alfombra  en esta tierra. Las excavaciones de Gultapin descubiertan las herramientas de alfombras qué fecha atrás al 4.º-3.º milenio a. C.. Hace muchos siglos durante la existencia histórica de Azerbaiyán tanto modos de vida sedentaria y nómada eran gran importancia.
La alfombra que hace nació en cabañas rurales y con el tiempo clasificó entre las artes más esenciales. Fue altamente valorado por los jefes de estados, y los tejedores dotados estuvieron glorificados por los grandes poetas. La historia de alfombra está supuesta para ser dividido al siguientes cuatro periodos principales:
- I periodo - la etapa temprana del desarrollo de alfombra. Los objetos de alfombra son muy sencillos, sin cualquier motivos y patrones. El primer palas y djedjims aparece.
- II periodo - introducción del kilim tramando practica por la intrincada técnica de hilo.
- III periodo - tramando de shadda, verni, sumakh, zili. El periodo de los métodos sencillo y complejo de las técnicas de la fabricación de alfombras.
- IV periodo - introducción de la pila nudosa que trama. Ambas partes de la posición técnica y artística de esta etapa pueden considerarse como la cumbre de la alfombra que hace.

El territorio del  Sur y del norte de Azerbaiyán ha sido los estados diferentes,los religiones y las culturas tribales que yendo y viniendo. Hay siempre influencia mutua inevitable y penetración entre las culturas vecinas, si pacífica o militante. También estos procesos se reflejaron en la fabricación de alfombra.Los numerosos centros de la producción de alfombra aparecieron por todas partes de Azerbaiyán; cada cual presentó su propio estilo específico y escuela.

## Las alfombras de tejido plano

### Shadda

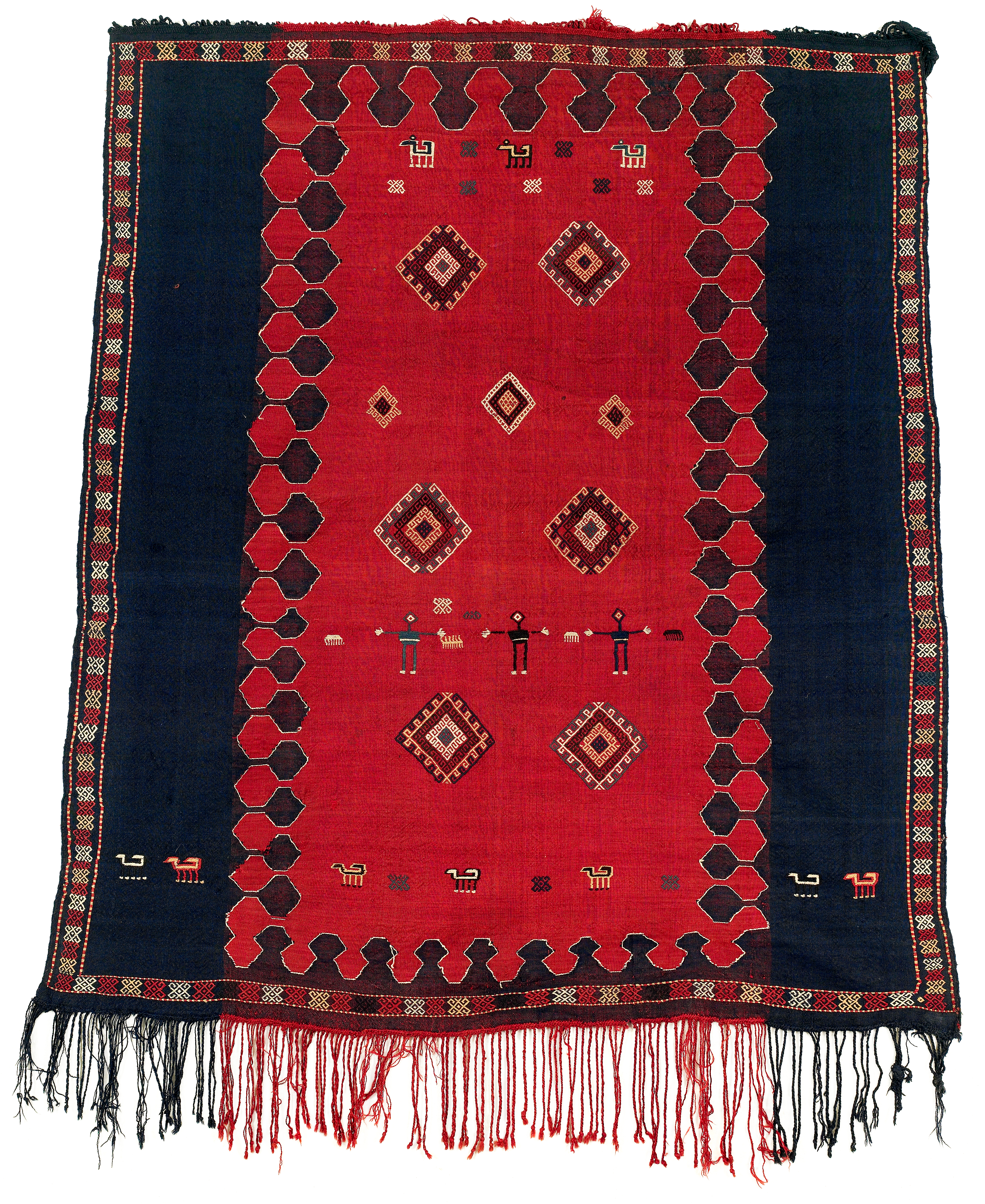
El Azeri shadda de calidad excepcionalmente alta. Fue exhibido en el Museo Textil (Washington D. C.), y ha sido publicado en tres libros.

Shadda es un alfombra de tejido plano, hizo principalmente en Nakhchivan, Agdam, Gubadly, Agjabedi. La composición artística de shadda hecho por complicado whipping, así como sus componentes tienen una forma compleja. A principios del siglo XX los tejedores más viejos y los expertos de alfombra llamaron este tipo de alfombras “shadra' o “shatra”. La palabra “shadda” es una forma distorsionada de “shatranj” y “shadvard”. Shadda posee el número de variedades, cada tiene una técnica concreta como monocromo, cuadriculado o temático. Monocromo shadda está hecho por la sencilla técnica entrelazanda. Shadda a cuadros está basado principio en  palas y jejim. La misma técnica se utiliza  en la fabricación de shadda temático. El tema shadda “Davali” es famoso en todo el mundo. Utilizan prácticamente uno y el mismo tema con la composición que es casi invariable: el camelcade moviendo a lo largo del campo de alfombra de izquierdo a correcto, a lo largo de unas cuantas filas horizontales, y cada cuerda que corre a una figura de un camellero a pie. Los humanos y los animales están deducidos el oscuros-campo rojo, su color es liso y caliente.

### Verni
El tipo de alfombras de tejido plano más ampliamente extendido es “verni”. Quizás ninguno de alfombras de tejido plano  pueden presumir un patrón tan monumental y claridad armoniosa como el “verni” que hizo solo en Azerbaiyán. La perfección técnica y máxima emocionabilidad de estas alfombras es una clase de cumbre del arte de alfombra de Azerbaiyán. Muestra de “verni” mostró en varios museos durante el presente mundial el monumento excepcional del patrimonio más rico del  arte popular de Azerbaiyán en qué nosotros  estamos orgullosos. Entre los centros del “verni”  eran Agjabedi, Barda, Agdam, Nakhchivan. El clave décor característica, el cual es intrínseco a cada ”verni” es el elemento- S. Su forma varía,  se pueda parecer a ambas figura 5 y la letra S. Este elemento significa “dragón” entre los nómadas y “agua” entre las personas de pueblo. Basado en las historias dijeron por el más viejos tejedores azerbaiyanos con raíces nómadas, un dragón que presenta en la alfombra protegería la familia de tiempo asqueroso. En taoísmo, un dragón está asociado con primavera. El panteón tibetano considera dragón como una deidad buena, un maestro de jefes. Si el elemento-S  ocupa  la totalidad del espacio de alfombra,  sea visto como una imagen de un dragón él más que un símbolo de dragón. Este elemento se conoce al tejedor local durante siglos y está caracterizado por una capacidad de venir viva a través de la materialización en una imagen específico y de simbolizar el bueno y felicidad.

### Jejim
Jejims están tejidos en telares horizontales sencillos por las rayas estrechas de 30–35 cm de ancho y de 15–10 cm de largo. El producto resultante es una tela para utilizar como la alfombra de pared,la colcha, o las cortinas. El ancho de un jejim empareja la distancia entre los pies del tejedor tan en el proceso de tramar el ancho entero de la tela tendría que pasar a través de los pies del tejedor. La decoración ornamental de jejims es diverso y rico. Las varias rayas verticales que decoran jejims son espectacular, colorido y decorativo.  Frecuentemente son decorados por imágenes estilizadas de utensilios (peineta, hilo, candelero) y los elementos geométricos. Hasta mediados del siglo XX  jejims delicados se usaban para hacer prenda  tanto para los hombres como para las mujeres. Los importantes centros de la producción de jejim son Barda, Nakhchivan, Zangilan, Shusha, Shamakha.

### Zilli

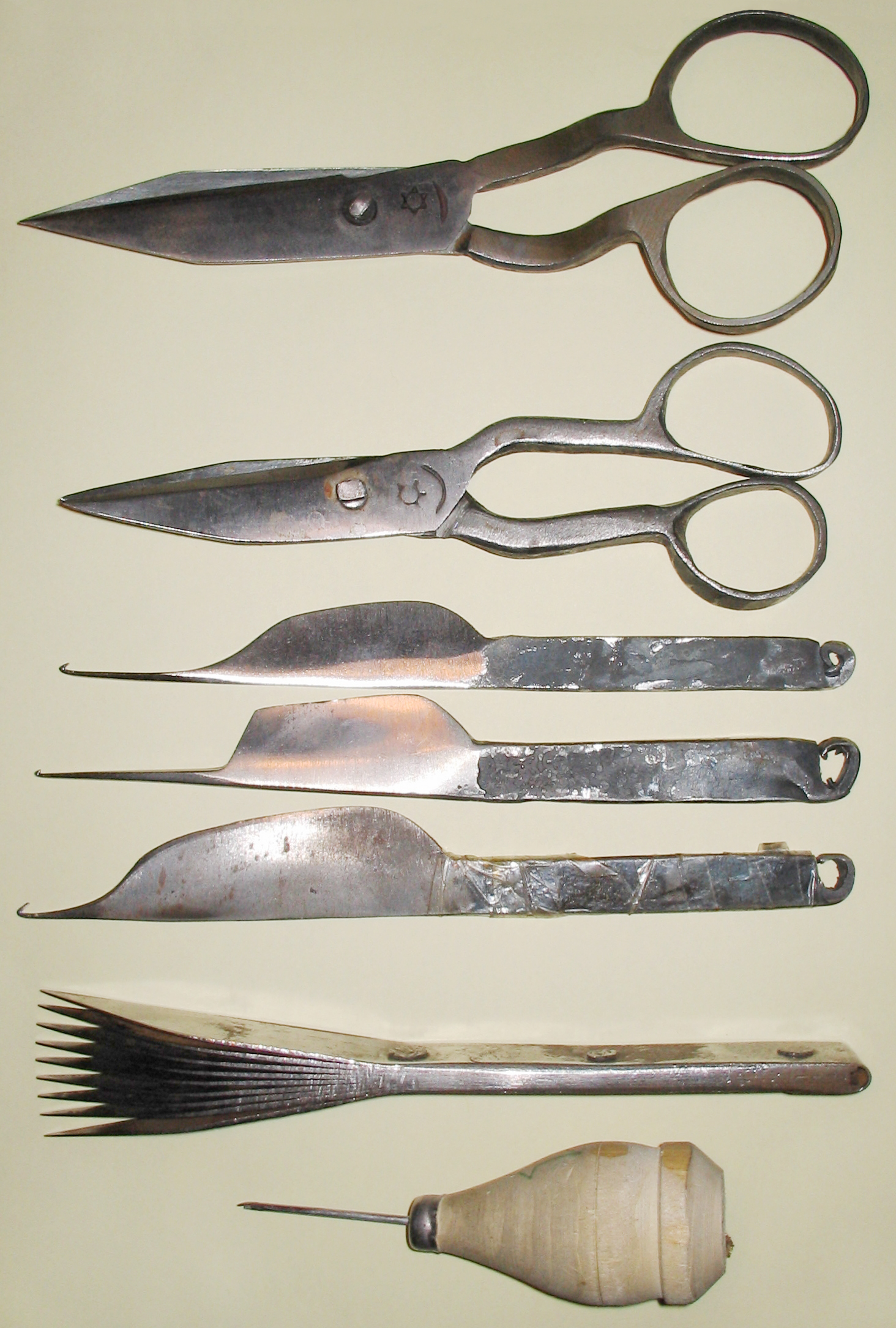
Algunas herramientas tradicionales de la artesanía.

Alfombra Zilli  “Zilli” es una variedad interesante de alfombras de tejido plano. Están caracterizados por formas estilizadas de animales y elementos vegetales. En términos de su composición y patrón las alfombras zillis son muy diversas. Presentan una flexibilidad plástica del patrón y expresividad emocional. La decoración ornamental está marcada por los imágenes de elementos grandes en la forma de grande rombo, un par de cuernos, varios elementos estilizados. Existen “zillis” con una variedad de composiciones, el cual difirió por patrones ornamentales vegetales extraños y colores ricos.El elemento clave en tales  composiciones está situado  en la alternación periódica de colores a lo largo de las líneas horizontales pt  verticales, los cuales forman un ritmo energético. En el parte de calidades técnicas y artísticas, “zillis” son ricos en imágenes emotivos de pájaros estilizados, elaborados “butas” y otros elementos.Las alfombras “Zilli” estuvieron evidentemente influidos por la tendencia para rellenar el espacio por varios motivos, cada ser repetido en la zona según su diseño individual, y el resultado general se parece a un jardín elegante con los flores ricos y de cuentos de hadas.

### Kilim
Kilim es el tipo más extendido de las alfombras de tejido plano. Están hechos por pasar la trama a través del urdimbre que utiliza la técnica de compuesto para entretejer. Kilim está caracterizado por un hueco vacío (de apertura) alrededor de los patrones geométricos. Estas aperturas imparten un encaje efectúa el kilim. La técnica de la fabricación de kilim predetermina las formas de patrón en la forma de un rumbo, triángulo, trapecio. Casi todos los elementos vegetales, imágenes de animales, de pájaros y de humanos centran en kilims. Kilims de las regiones diferentes están distinguidas por su composición, patrón, y colores. En términos de sus peculiaridades técnicas de kilims pueden clasificar por cinco grupos importantes basaron en el área de producción: Kazakh, Karabakh, Absheron, Shirvan y Tebriz kilims. Todas alfombras son caracterizadas por una composición equilibrada, los colores contrastantes  y una simetría clara. El patrón es tradicional, en la forma de grande y pequeño rombo y los elementos de tipo gancho, los cuales son bastante expresivos y dramáticos.

### Sumakh
Las alfombras “Sumakh” presentan uno de los tipos interesantes de alfombras de tejido plano, los cuales son  ampliamente extendidos y reconocidos sobre los últimos pocos siglos.Al principio  del siglo XVIII “Sumakhs” había tramado en los distritos de Quba y Gusary. “Sumakhs” estuvo creado mucho más tarde que otros tipos de alfombras de tejido plano. En la etapa inicial  de su desarrollo podrían tener su composición individual, pero el “Sumakhs” de los siglos XVIII-XX reproducen las composiciones y modelos copiados de las alfombras de pelo (moqueta) hicieron en Shirvan, Quba, Karabakh y Ganja. La peculiaridad tecnológica de “Sumakh” centra en su composición rica y de colores. Los diversos motivos estilizados de vegetales, de  varios elementos geométricos como grandes medallones hexaédrico, cuadro, romboide imparten la belleza festiva a “Sumakh”. El patrón tradicional incluye el borde menor con un  patrón en forma de ondas, el cual se llama “dolan-gach” (pase alrededor - corre). Está utilizado básicamente en todos los tipos de alfombras “Sumakh”.

### Palas
Palas es uno de las alfombras de tejido plano  ampliamente extendido. El proceso de la fabricación de palas consiste en el paso de la tarma a través del urdimbre por una técnica sencilla. Los tejedores decoran el palas por los patrónes tradicionales  en la forma de las rayas horizontales que generalmente utilizadas por todas partes de Azerbaiyán. Pero cada tejedores individuales tuvieron su elección propia de composición y colores. Cambiando la medida de raya los tejedores cambiaron la correlación de colores, por ello creando variaciones incontables de buenos palases. Como regla, el palas no es enmarcado por una frontera. Los palases está hecho por un muy inusual tramando técnica que se llama "chiy". De modo parecido a otros tipos lisos de palases el fondo de “chiy” es sencillo trama. Al mismo tiempo, el hilo que hace patrón suele crear un patrón fino geométrico minúsculo por el penetrante “sanjma”. Esto crea el efecto de bordado.

## Namazlyg

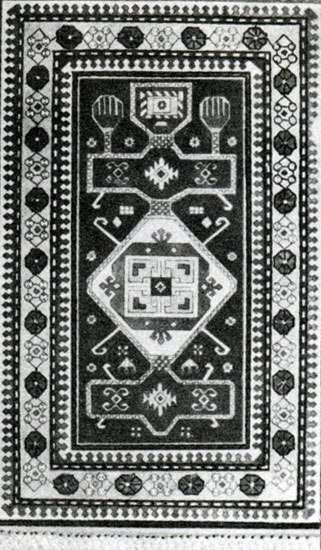
Namazlyg Alfombra de Shusha..

Estas alfombras, los cuales se llaman en Azerbaiyán "jeynamaz", "namazlyk, "mekhrabi", en Irán "tagi", "janamaz", en Arabia "sajjade",en ambos términos de su formato y  composición son distintos del resto de las alfombras. En el reinado de Shakh Abbas (el siglo XVI) y sus sucesores los tejedores hicieron alfombras de oración pequeña llamaron "namazlyk", decorados por inscripciones en árabe como cita del Corán, las palabras "Allahu Akbar", "Ya Ali". Esto dicto (refrán) como la regla estuvo colocada en la parte superior de la alfombra. Del punto de vista artístico namazlyks del Norte del Azerbaiyán son diferentes de las alfombras que  hecho en el Sur de Azerbaiyán. El último, en su parte superior, describió los objetos requirieron para el namaz oración (cuentas, una peineta de barba, un libro de oración, mokhur) más que el religioso inscriptions. También, a veces había imágenes de las manos tramadas en los lados izquierdos y derechos. Por ello uno puede concluir que namazlyks aparecido en el segundo trimestre del siglo XIV porque los Musulmanes sujetaron la importancia grande a la ceremonia de oración - namaz. Compositivamente, namazlyks puede ser dividido al siguiente dos grupos:
- Alfombras de pueblo (hechos por  los tejedores populares que siguen la conquista árabe), y
- Alfombras de taller, los cuales desde el siglo XVI han sido tramados utilizando croquis de los fabricantes  profesionales de alfombra

## Tintura de lana
En los talleres de teñido, los profesionales tiñen  los hilos con los colorantes que principalmente de origen de planta, con los siglos de las antiguas técnicas tradicionales de pintar. Aunque parece  ser sencillo a primera vista, este trabajo requiere habilidades altas de un tintorero. Para la preparación de los siete colores básicos (rojo, verde, amarillo, negro, oscuro azul, blanco, púrpura) y sus tintes que son necesitos en la fabricación de alfombras (carpetmaking),los tintereros profesionales utilizan  cáscara de nuez verde, la corteza de granadas, índigo, hojas del morera,membrillo y plantas de nuez, y raíces de madder. Por ejemplo, para conseguir amarillo y sus tonos,  utilizan cáscaras de cebolla de bulbo,recogen hojas de morera a finales  del otoño, etc. Para producir colores de rojo y rosa, está utilizado raíces de madder y para obtener oscuro azul, azul y verde, tinte de color índigo está utilizado. Al cada final del proceso de la tintura de hilos tintorero añade sal, alumbre o vinagre a la solución colorante para aumentar la intensidad, solidez y durabilidad de colores. Después, los hilos teñidos están pulsado y secado con las técnicas especiales.

## Tejido
Están utilizando telares artesanos  con una densidad de nudo mediano (de 35õ60 a 55õ55).  Tres herramientas de mano se utilizan - un cuchillo, un sacudidor y cizalla (cortante).

## Escuelas de tejeduría

### Escuela de tejeduría Quba-Shirvan
El aumento del arte de alfombra en el territorio de Azerbaiyán era indudablemente relacionado varios factores objetivos, entre ellos la ubicación geográfica de esta tierra, en la junta del Este y del  Oeste. Aquí, a lo largo de montañas del Cáucaso está situado  el frontera  entre Asia y Europa. Aquí es el punto de yuxtaposición histórica entre las culturas islámicas y cristianas. Las caravanas de camello estuvieron pasando a través de esta tierra durante las Edades Medias.
Las alfombras de Azerbaiyán se pueden  clasificar en varios grupos grandes y en subgrupos multíples. La verdadera investigación científica de las alfombra de Azerbaiyán está conectada con el nombre de Latif Kerimov, un prominente científico y artista.  Sea su clasificación que relacionó con los cuatro grupos grandes de alfombras de las cuatro zonas geográficas de Azerbaiyán, i.e.[cita requerida] Guba-Shirvan, Ganja-Kazakh, Karabakh y Tebriz.

#### Escuela de tejeduría Quba
La escuela de Quba que incluida los distritos de Gonagkend y Divichi cubre hasta 35 composiciones de patrón de las alfombras. Quba es una región histórica para alojamiento de varias tribus. Incluso ahora esta  región está poblada por grupos étnicos que se hablan las lenguas diferentes, entre ellos Azerbaiyano, Lezghins, Tats, Budugs, Gyryzys y otros. Las alfombras  de Quba son extraordinarias  por una amplia  variedad en diseños, los cuales pueden diferir incluso de pueblo a pueblo.
El patrón ornamental está caracterizado por motivos geométricos y vegetales, la mayoría de ellos estilizados. Estos incluyen Gyryz, Gymyl, Gonakend, Shahnezerli y otras alfombras. A la vista de ello,el patrón ornamental de la alfombra del grupo Quba puede aparecer para ser demasiado mixto y diverso. Aun así, en un análisis más profundo se hace evidente que todos los ornamentos en la composición estrictamente sigue un diseño común.

#### Escuela de tejeduríaShirvan
La escuela de Shirvan es famosa para sus alfombras magníficas. Shirvan es una de las regiones históricas antiguas de Azerbaiyán. La fabricación de las alfombras diferentes es una artesanía extendida con ambos indígenas y nómadas. La escuela de Shirvan se encuentra por la fabricación de alfombras en estas ciudades siguientes y pueblos de la región Shirvan: Shemaha, Maraza, Bijo, Qashad, Archiman, Kurdamir. Los totales escolares de 25 composiciones. Las alfombras de Salyan, por sus características artísticas y técnicas similares, también pertenecen a esta escuela. Las alfombras de Shirvan están caracterizadas por un diseño complejo, el cual describe  numerosos artefactos de la vida diaria, pájaros y personas.

### Escuela de tejeduría Ganja-Kazakh
Las alfombras de esta escuela son notables para peculiaridad de sus composiciones y patrones ornamentales. Las alfombras de Ganja están incluidas relativamente un pequeño número de composiciones de alfombra, en general entre 8 y 20 patrones. Las alfombras de Kazakh cubren aproximadamente 16 composiciones con varios patrones. Kazakh, el cual está localizado en el noroesta de Azerbaiyán, es la más famosa región de la fabricación de alfombras y también cuentas para los grupos de alfombra de Kazakh y Borchaly.  Las alfombras de Kazakh tienen un patrón ornamental geométrico, la composición no es muy compleja con un foco en una presentación esquemática de los patrones geométricos, plantas y animales. La decoración ornamental de las alfombras de Ganja  son  ricas y diversas, con un foco en motivos geométricos  como la  presentación esquemática de plantas y animales.

### Escuela de tejeduría Bakú
La escuela de tejeduría Bakú  incluye los pueblos de Novkhany, Fatmai, Nardaran, Bulbulya, Mardakan, Gaadi. Estas alfombras están marcadas para su blandura  aumentada de los  materiales e colores  intensos, así como gran calidad artística  y decoración distinguida. Esta escuela tiene  aproximadamente 10 composiciones. Las fuentes históricas y inscripciones de las alfombras confirman  al hecho que la fabricación de alfombra  era ampliamente extendido en estos pueblos y estuvo exportado fuera del país. La composición de alfombra a menudo incluye medallones. Están llenados por varios motivos, más a menudo por imágenes estilizadas de plantas, el cual perdió su parecido al objeto original después de que habían sido geometrized.

### Escuela tejeduría Karabakh
Las alfombras de Karabakh asciente a 33 composiciones. Debido a las específico  de la local lana de oveja  las alfombras de Karabakh están caracterizadas por pelo grueso,alto y esponjoso.Estas alfombras están marcadas para sus colores vívidos y alegres.Están divididos a cuatro grupos: sin medallones, con medallones, namazlyk y alfombra temática.En la parte montañosa de Karabakh las alfombras estuvieron hechas en Malybeili, Muradkhanly, Dashbulag, Jabrayil, y muchos otros pueblos.